# Camporrélls
Camporrélls è un comune spagnolo di 247 abitanti situato nella comunità autonoma dell'Aragona.